# Франкское государство
Фра́нкское государство (нем. Fränkisches Reich, Frankenreich; Королевство фра́нков, лат. Regnum Francorum, фр. royaume des Francs; Фра́нкия, лат. Frankia, Francia) — государство в Западной и Центральной Европе в V—IX веках, которое образовалось на территории Западной Римской империи одновременно с другими варварскими королевствами. Начиная с III века ядро будущего государства заселялось франками. Вследствие непрерывных военных походов Карла Мартелла, его сына Пипина Короткого и внука Карла Великого территория государства франков к началу IX века достигла самых больших размеров в период своего существования.
Вследствие традиции разделять наследство между сыновьями правителя, территория, контролируемая франками, только условно управлялась как единое государство; фактически же она была разделена на несколько подчинённых королевств (regna). Количество и расположение королевств менялось с течением времени, и изначально Франкией называлось только одно из них, а именно Австразия, располагавшееся в северной части франкских земель на реках Рейн и Маас; тем не менее иногда в это понятие включали и королевство Нейстрия, находившееся севернее реки Луара и западнее реки Сена. С течением времени применение названия Франкия смещалось в направлении Парижа, установившись в результате над областью бассейна реки Сены, окружавшей Париж (в наши дни известной под именем Иль-де-Франс) и давшей своё имя всему королевству Франция.

## История появления и развитие

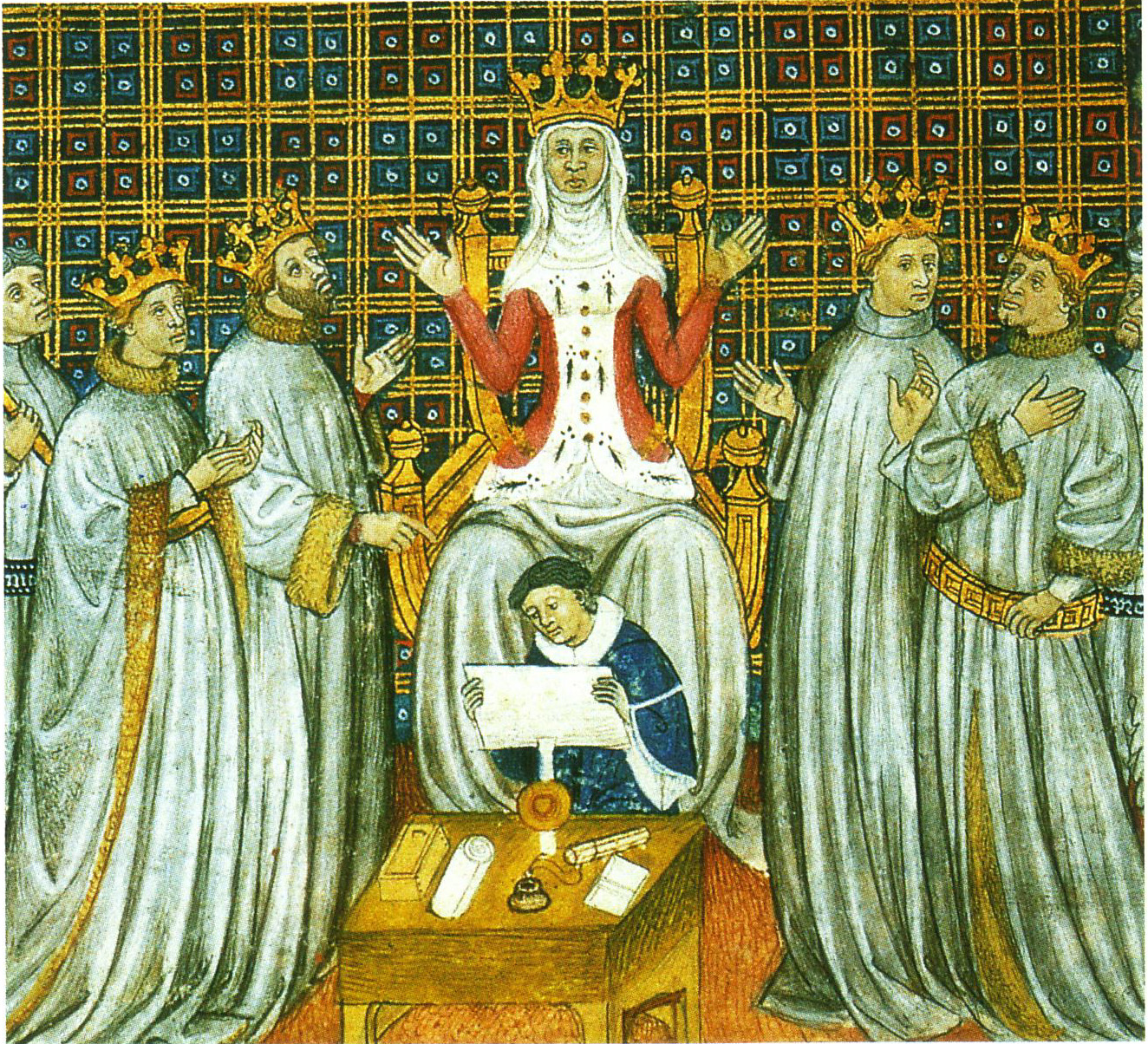
Клотильда Бургундская делит королевство франков между четырьмя сыновьями Хлодвига I, Grandes Chroniques de Saint-Denis (Муниципальная библиотека Тулузы)

### Происхождение названия
Первое письменное упоминание названия Франкии содержится в Латинских панегириках, датированных началом III века. В то время это понятие относилось к географической области севернее и восточнее реки Рейн — приблизительно в треугольнике между Утрехтом, Билефельдом и Бонном. Это название охватывало земельные владения германских племён сикамбров, салических франков, бруктеров, ампсивариев, хамавов и хаттуариев. Земли некоторых племён — к примеру, сикамбров и салических франков — были включены в Римскую империю, и эти племена снабжали воинами приграничные войска римлян. В 357 году вождь салических франков включил свои земли в состав Римской империи и упрочил своё положение благодаря союзу, заключённому с императором Юлианом II, оттеснившим племена хамавов назад в Хамаланд.
Значение понятия Франкия расширялось по мере разрастания земель франков. Некоторые из франкских вождей (к примеру, Бавтон и Арбогаст) присягнули Риму, а другие (например, Маллобавд) действовали на римских землях по иным мотивам. После падения Арбогаста его сын Аригиус установил наследуемое графство в Трире, а после падения узурпатора Константина III (411 год) некоторые франки встали на сторону узурпатора Иовина, после смерти которого в 413 году римляне уже не смогли сдерживать франков в их границах.
Около 428 года вождь франков Теодомер был казнён римлянами, но эта смерть не принесла ожидаемого результата. Его сын, вождь салических франков Хлодион, чьи владения включали Токсандрию и Civitas Tungrorum (со столицей в современном Тонгерене), устраивал многочисленные вылазки на территорию римлян и смог включить в свои владения римскую колонию Камеракум и земли современного департамента Сомма. Несмотря на утверждения Сидония Аполлинария о том, что Флавию Аэцию удалось в сражениях с франками на время оттеснить их (около 431 года), эти времена являются началом новой многовековой эпохи — эпохи правления германских франков над всё большим числом галло-романских владений.
Королевство Хлодиона получило новые границы, а понятие Франкия навсегда получило новое значение. Франкское государство перестало означать «земли варваров за Рейном» (barbaricum trans Rhenum), а стало политической силой на обоих берегах реки, имеющей существенное влияние на романскую политику. Родственники Хлодиона, династия Меровингов, расширили границы государства франков ещё дальше на юг. К тому же из-за нападений саксов на северо-восточные границы Франкии большая часть франков была вынуждена переселяться на юго-запад, на земли, расположенные примерно между рекой Соммой и Мюнстером.

### Период Меровингов

Карта франкского государства — территориальные расширения от 481 до 814 г.

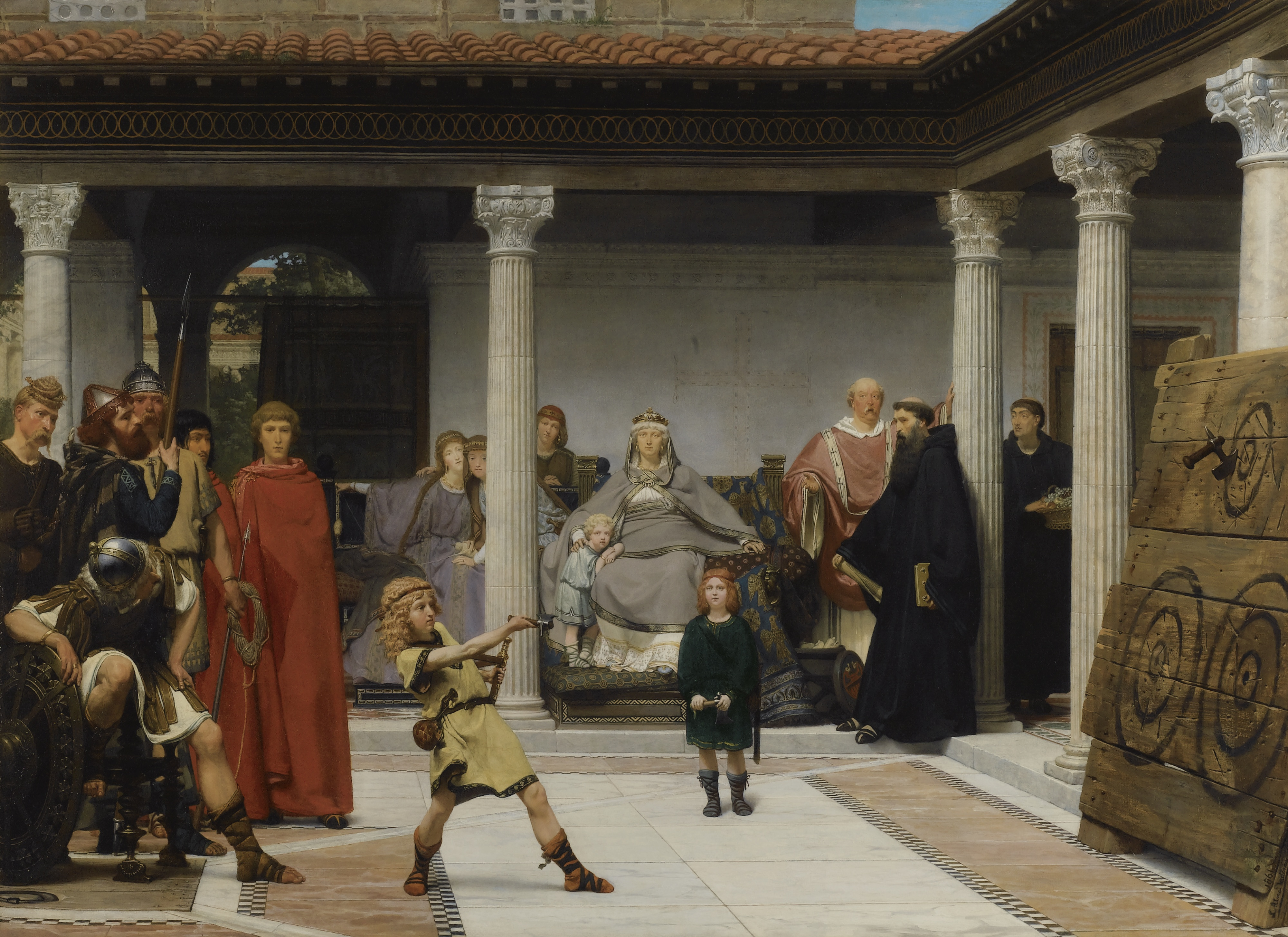
Воспитание детей Хлодвига. Картина Лоуренса Альма-Тадемы (1861)

Исторический вклад преемников Хлодиона достоверно не известен. Определённо можно утверждать только что Хильдерик I, вероятно, внук Хлодиона, правил салическим королевством с центром в Турне, являясь федератом римлян. Историческая роль Хильдерика заключается в завещании земель франков сыну, Хлодвигу I, начавшему распространять власть над другими франкскими племенами и расширять области своего владения в западную и южную часть Галлии. Хлодвиг основал королевство
франков, которое в течение трёх веков стало мощнейшим государством Западной Европы.
В отличие от своих родственников-ариан, Хлодвиг принял никейское ортодоксальное христианство. В ходе 30-летнего правления (481—511) он нанёс поражение римскому полководцу Сиагрию (Сражение при Суассоне (486)), покорив римский анклав Суассон, нанёс поражение алеманнам (Сражение при Страсбурге (506)), поставив их под контроль франков, победил вестготов в битве при Вуйе в 507 году, завоевав всё их королевство (за исключением Септимании) со столицей в Тулузе, а также покорил бретонцев (согласно утверждениям франкского историка Григория Турского), сделав их вассалами Франкии. Он подчинил все (или большинство) соседствующие франкские племена, живущие по Рейну, и включил их земли в своё королевство. Также он подчинил различные римские военизированные поселения (лаети), разбросанные по территории Галлии. К концу 46-летней жизни Хлодвиг правил всей Галлией, за исключением провинции Септимания и Бургундского королевства на юго-востоке.
Правление Меровингов было наследственной монархией. Короли франков придерживались практики делимого наследования, разделяя свои владения среди сыновей. Даже когда правили несколько королей Меровингов, королевство — почти как в поздней Римской империи — воспринималось как единое государство, руководимое коллективно несколькими королями, и только череда разного рода событий приводила к объединению всего государства под властью одного короля. Короли Меровингов правили по праву помазанников Божьих, и их королевское величие символизировали длинные волосы и аккламация, которая осуществлялась их подъёмом на щит согласно традициям германских племён по выбору вождя. После смерти Хлодвига I в 511 году территории его королевства были разделены между его четырьмя взрослыми сыновьями таким образом, чтобы каждому досталась примерно равная часть фиска.

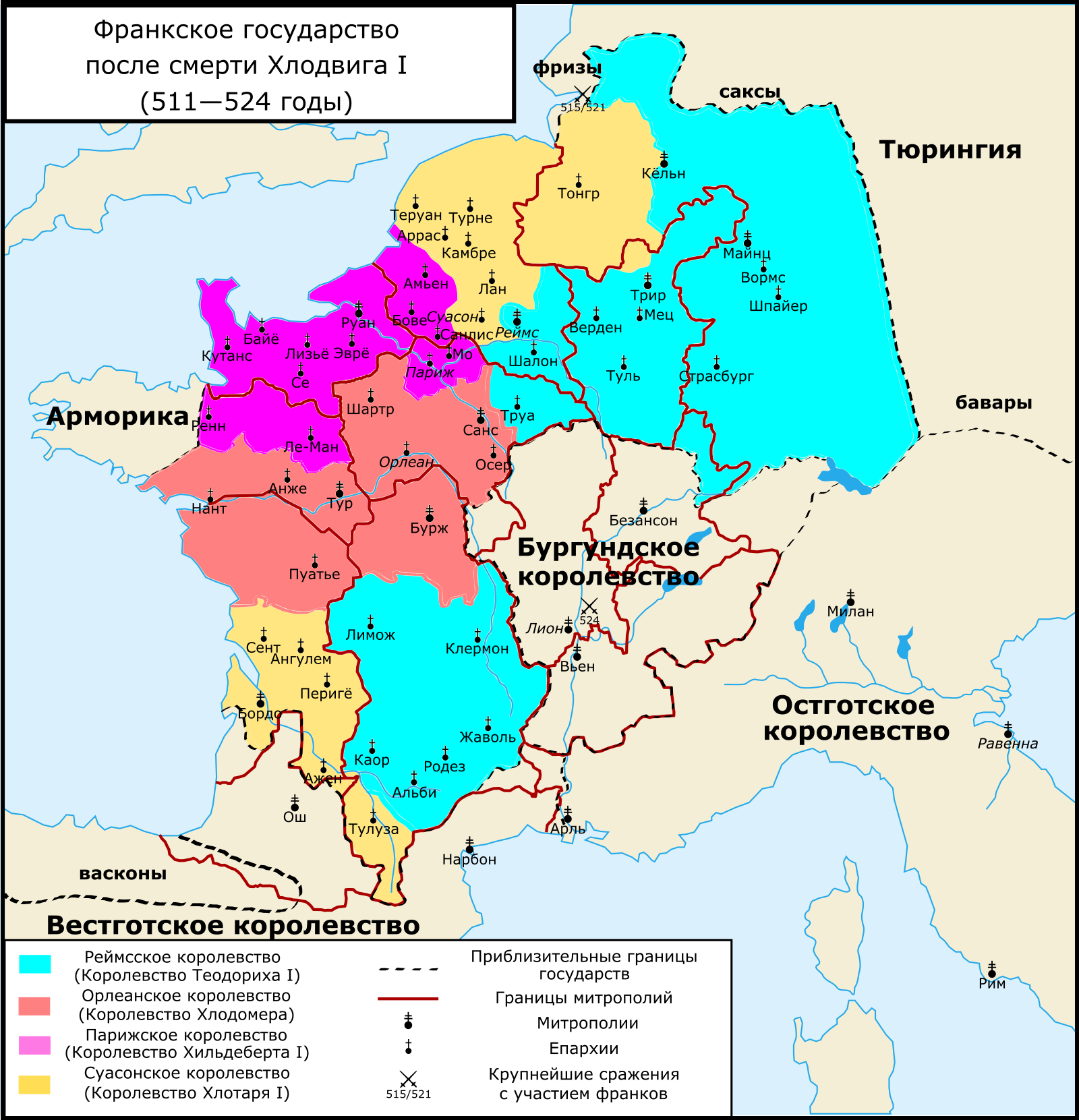
Раздел франкского государства после смерти Хлодвига I (511 год). Владения были разнесены географически, поскольку было необходимо получить примерно равные фиски.

Сыновья Хлодвига выбрали своими столицами города вокруг северо-восточной области Галлии — сердца франкского государства. Старший сын Теодорих I правил в Реймсе, второй сын Хлодомир — в Орлеане, третий сын Хлодвига Хильдеберт I — в Париже и, наконец, младший сын Хлотарь I — в Суассоне. Во время их правления во франкское государство были включены племена тюрингов (532 год), бургундов (534 год), а также саксов и фризов (примерно 560 год). Отдалённые племена, жившие за Рейном, не были надёжно подчинены франкскому владычеству и, хотя их принуждали участвовать в военных походах франков, во времена слабости королей эти племена были неуправляемы и часто пытались выйти из государства франков. Тем не менее, франки сохранили в неизменном виде территориальность романизированного Бургундского королевства, превратив его в одну из главных своих областей, включающую центральную часть королевства Хлодомира со столицей в Орлеане.
Отношения между братьями-королями не были дружественными, большей частью они соперничали друг с другом. После смерти Хлодомира (524 год) его брат Хлотарь I убил сыновей Хлодомира, чтобы завладеть частью его королевства, которое согласно традиции разделили между оставшимися братьями. Старший из братьев, Теодорих I, скончался от болезни в 534 году и его старший сын, Теодеберт I, сумел отстоять своё наследство — самое крупное франкское королевство и сердце будущего королевства Австразия. Теодеберт стал первым франкским королём, официально разорвавшим связь с Византийской империей, начав чеканить золотые монеты со своим изображением и назвав себя «Великим королём» (magnus rex), подразумевая свой протекторат, распространяющийся вплоть до римской провинции Паннония. Теодеберт включился в Готские войны на стороне германских племён гепидов и лангобардов против остготов, присоединив к своим владениям провинции Реция, Норик и часть области Венеция. Его сын и наследник, Теодебальд, не смог удержать королевство, и после его смерти в 20-летнем возрасте всё огромное королевство отошло Хлотарю. В 558 году, после смерти Хильдеберта, правление всем франкским государством было сосредоточено в руках одного короля, Хлотаря.

Раздел Галлии после смерти Хлотаря I (561 год)

Когда в 561 году Хлотарь скончался от лихорадки в возрасте 64 лет, франкское государство было вновь разделено на 4 части между сыновьями Хлотаря. Столицы остались в тех же городах. Старший сын, Хариберт I, унаследовал королевство со столицей в Париже и правил всей западной Галлией. Второй сын, Гунтрамн, получил прежнее королевство бургундов, дополненное землями центральной Франции, окружавшими старую столицу Орлеан, а также большую часть Прованса. Малая часть Прованса, а также провинция Овернь и восток Аквитании отошли третьему сыну, Сигиберту I, который также унаследовал Австразию с её главными городами Реймс и Мец. Самое малое королевство — Суассон — досталось младшему сыну, Хильперику I. Это королевство Хильперика, после его смерти в 584 году, явилось основой возникшего впоследствии королевства Нейстрия.
Этот второй раздел наследства на четверых вскоре был сорван братоубийственными войнами, которые начались, по утверждению наложницы (и последующей жены) Хильперика I Фредегонды, вследствие убийства его супруги Галесвинты. Супруга Сигиберта, Брунгильда, которая также была сестрой убитой Галесвинты, подстрекала мужа к войне. Конфликт между двумя королевами существовал вплоть до следующего века. Гунтрамн пытался добиться мира, и при этом дважды (585 и 589 год) пытался завоевать Септиманию у готов, но оба раза терпел поражение. После скоропостижной смерти Хариберта в 567 году все оставшиеся братья получили своё наследство, но Хильперик смог во время войн дополнительно увеличить могущество, снова покорив бретонцев. После его смерти Гунтрамну понадобилось снова покорять бретонцев. Заключённый в 587 году Анделотский договор — в тексте которого франкское государство явно называется Франкией — между Брунгильдой и Гунтрамном закрепил протекторат последнего над юным сыном Брунгильды, Хильдебертом II, который был преемником Сигиберта, убитого в 575 году. По совокупности, владения Гунтрамна и Хильдеберта более чем в три раза превышали размер королевства наследника Хильперика, Хлотаря II. В эту эпоху франкское государство состояло из трёх частей и такое деление в будущем продолжит существование в виде Нейстрии, Австразии и Бургундии.

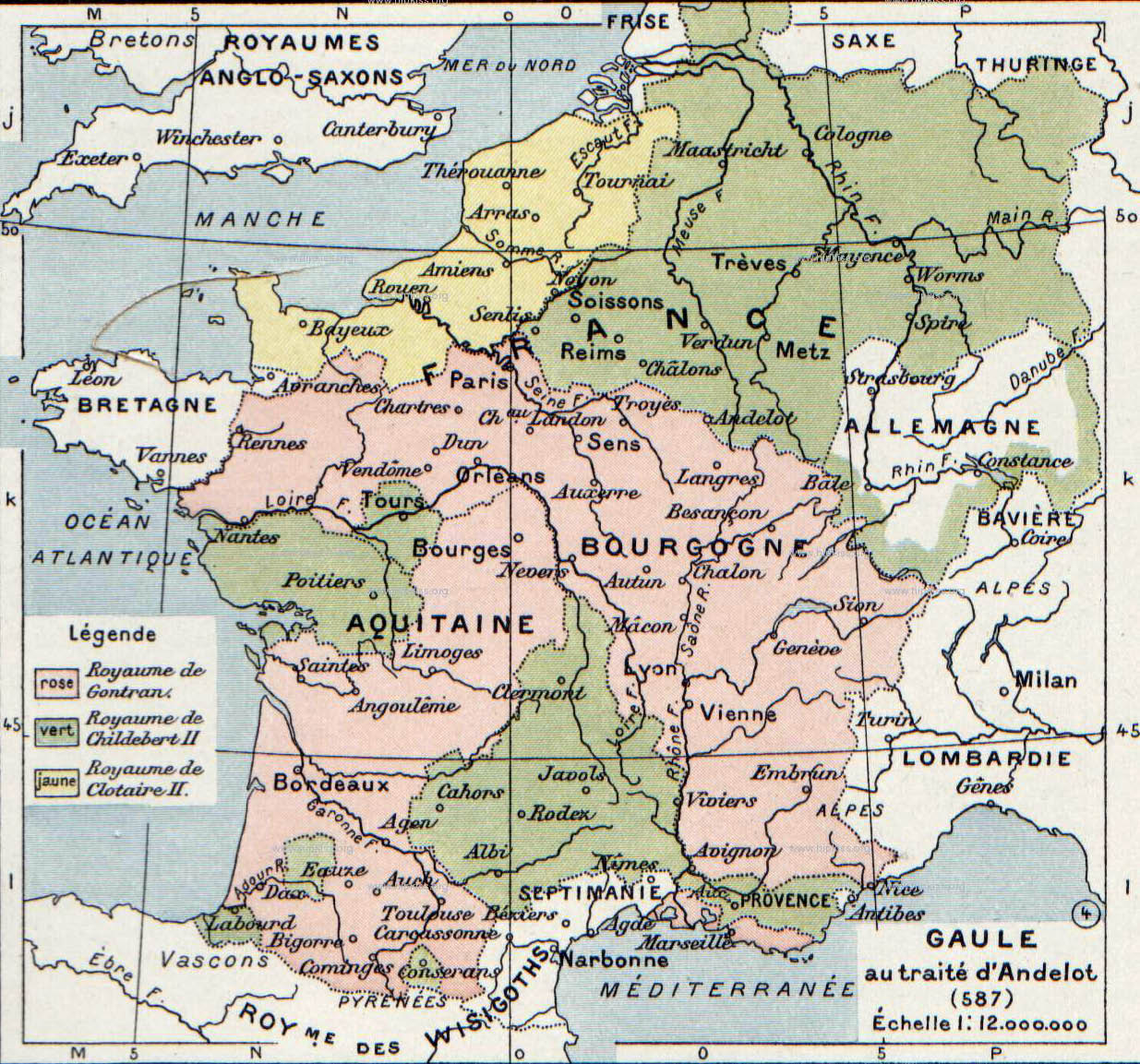
Территория Галлии после Анделотского договора (587 год). Королевство Хариберта делилось между тремя оставшимися братьями. Часть Гунтрамна в виде Пуату и Турени отошла юному Хильдеберту II в обмен на обширные земли южной и центральной Аквитании.

После смерти Гунтрамна в 592 году Бургундия целиком отошла Хильдеберту, который тоже вскоре скончался (595 год). Королевство поделили два его сына, старшему Теодеберту II досталась Австразия и часть Аквитании, которой владел Хильдеберт, а младшему — Теодориху II — отошла Бургундия и часть Аквитании, которой владел Гунтрамн. Объединившись, братья смогли завоевать большинство территории королевства Хлотаря II, у которого в итоге осталось во владении только несколько городов, но его самого братья пленить не смогли. В 599 году братья направили войска к Дормелю и заняли регион Дентелин, однако впоследствии они перестали доверять друг другу и оставшееся время своего правления провели во вражде, которую зачастую разжигала их бабушка Брунгильда. Она была недовольна тем, что Теодеберт отлучил её от своего двора, и впоследствии убедила Теодориха свергнуть старшего брата и убить его. Это произошло в 612 году, и всё государство его отца Хильдеберта снова оказалось в одних руках. Однако это длилось недолго, поскольку Теодорих умер в 613 году, готовя военный поход против Хлотаря, оставив внебрачного сына Сигиберта II, которому в это время было примерно 10 лет. Среди итогов правления братьев Теодеберта и Теодориха успешная военная кампания в Гаскони, где они основали герцогство Васкония, и покорение басков (602 год). Это первое покорение Гаскони принесло им также земли южнее Пиренеев, а именно — Бискайя и Гипускоа; однако в 612 году их получили вестготы. На противоположной стороне Франкского государства алеманны в ходе восстания победили Теодориха, и франки утратили власть над племенами, живущими за Рейном. Теодеберт в 610 году путём вымогательства получил от Теодориха герцогство Эльзас, положив начало длительному конфликту о принадлежности Эльзаса между Австразией и Бургундией. Этот конфликт завершится только в конце XVII столетия.
В результате междоусобиц представителей дома правящей династии Меровингов власть постепенно переходила в руки майордомов, занимавших должности управляющих королевского двора. Во время недолгой юной жизни Сигиберта II должность майордома, которая прежде редко замечалась в королевствах франков, стала занимать ведущую роль в политическом устройстве, и группы франкской знати стали объединяться вокруг майордомов Варнахара II, Радо и Пипина Ланденского для того, чтобы лишить реальной власти Брунгильду, прабабку юного короля, и передать власть Хлотарю. Сам Варнахар к этому времени уже занимал пост майордома Австразии, тогда как Радо и Пипин получили эти должности в качестве вознаграждения за успешный государственный переворот Хлотаря, казнь семидесятилетней Брунгильды и убийство десятилетнего короля.
Сразу же после своей победы правнук Хлодвига Хлотарь II в 614 году провозгласил Эдикт Хлотаря II(ещё известный как Парижский эдикт), который в целом считается набором уступок и послаблений для франкской знати (в последнее время эта точка зрения ставится под сомнение). Положения эдикта в первую очередь были направлены на обеспечение правосудности и прекращение коррупции в государстве, однако он также зафиксировал зональные особенности трёх королевств франков и, вероятно, наделил представителей знати большими правами по назначению судейских органов. К 623 году представители Австразии начали настойчиво требовать назначения своего собственного короля, поскольку Хлотарь очень часто отсутствовал в королевстве, а также потому, что там его считали чужаком, вследствие его воспитания и предшествующего правления в бассейне реки Сены. Удовлетворив это требование, Хлотарь даровал сыну Дагоберту I правление Австразией, и тот был должным образом одобрен воинами Австразии. Однако несмотря на то, что Дагоберт имел полную власть в своём королевстве, Хлотарь сохранил безусловный контроль над всем Франкским государством.
В годы совместного правления Хлотаря и Дагоберта, о которых часто говорят «последние правящие Меровинги», не полностью покорённые с конца 550-х годов саксы восстали под предводительством Бертоальда, но были разбиты совместными войсками отца и сына и вновь включены во Франкское государство. После смерти Хлотаря в 628 году, Дагоберт по завету отца даровал часть королевства младшему брату Хариберту II. Эта часть королевства была сформирована вновь и названа Аквитанией. Территориально она соответствовала южной половине прежней романской провинции Аквитания и её столица находилась в Тулузе. Также в это королевство были включены города Каор, Ажен, Перигё, Бордо и Сент; герцогство Васкония также было включено в число его земель. Хариберт успешно воевал с басками, но после его смерти они восстали снова (632 год). В эти же времена бретонцы опротестовали франкское владычество. Король бретонцев Юдикаэль под угрозами Дагоберта направить войска смягчился и заключил соглашение с франками, по которому уплатил дань (635 год). В тот же год Дагоберт послал войска на усмирение басков, что и было успешно выполнено.
Тем временем по приказу Дагоберта был убит Хильперик Аквитанский, наследник Хариберта, и всё Франкское государство вновь оказалось в одних руках (632 год), несмотря на то, что в 633 году влиятельная знать Австразии вынудила Дагоберта назначить их королём своего сына Сигиберта III. Этому всячески способствовала знать Австразии, желавшая иметь своё обособленное правление, поскольку при королевском дворе преобладали аристократы Нейстрии. Хлотарь правил в Париже десятилетия, прежде чем стать королём в Меце; также и династия Меровингов во все времена после него являлась в первую очередь монархией Нейстрии. В действительности, первое упоминание «Нейстрии» в летописях происходит в 640-х годах. Такая задержка упоминания по сравнению с «Австразией», вероятно, имеет место, потому что нейстрианцы (составлявшие большинство авторов того времени) называли свои земли просто «Франкией». Бургундия в те времена также противопоставляет себя относительно Нейстрии. Тем не менее, во времена Григория Турского были австразианцы, считавшиеся народом, обособленным внутри королевства, и предпринимавшие довольно резкие действия для обретения независимости. Дагоберт в сношениях с саксами, алеманнами, тюрингами, а также со славянами, жившими за пределами Франкского государства и которых он намеревался заставить платить дань, но потерпел поражение от них в битве под Вогастисбургом, приглашал всех представителей восточных народностей ко двору Нейстрии, но не Австразии. Именно это, в первую очередь, заставляло Австразию просить о назначении своего собственного короля.
Молодой Сигиберт правил под влиянием майордома Гримоальда Старшего. Именно он убедил бездетного короля усыновить своего собственного сына Хильдеберта. После смерти Дагоберта в 639 году герцог Тюрингии Радульф организовал мятеж и попытался объявить себя королём. Он победил Сигиберта, после чего произошёл важнейший перелом в развитии правящей династии (640 год). В ходе военной кампании король утратил поддержку многих вельмож, а слабость монархических институтов того времени доказывалась неспособностью короля вести эффективные военные действия без поддержки знати; к примеру, король был не способен даже обеспечить собственную охрану без верноподданной поддержки Гримоальда и Адальгизеля. Зачастую именно Сигиберт III считается первым из «ленивых королей» (фр. Roi fainéant), и не потому, что он ничего не делал, а из-за того, что мало что довёл до конца.
Хлодвиг II, наследовавший у Дагоберта Нейстрию и Бургундию, которые будут впоследствии поглощены, но пока ещё управляются самостоятельно, достиг совершеннолетия только в самом конце своего правления. Над ним всецело главенствовала его мать Нантильда и майордом Нейстрии Эрхиноальд. Преемник Эрхиноальда, Эброин, владел королевством следующие 15 лет, в которые почти непрерывно шли гражданские войны. Сигиберт умер в 656 году, заслужив репутацию святого (позже будет канонизирован). Его родной сын (появившийся на свет уже после усыновления Хильдеберта) был отослан в монастырь в далёкую Ирландию, а Австразией стал править родной сын майордома Гримоальда. Эброин со временем объединил всё Франкское государство для наследника Хлодвига II, Хлотаря III, убив Гримоальда и Хильдеберта в 661 году. Однако Австразия снова потребовала собственного короля, и Хлотарь назначил им своего младшего брата Хильдерика II. Во времена правления Хлотаря франки предпринимали нападения на северо-западные области Италии, но были разбиты лангобардским королём Гримоальдом неподалёку от Риволи.
Франкская знать смогла поставить под свой контроль всю деятельность королей благодаря праву влиять на назначение майордомов. Сепаратизм знати приводил к тому, что Австразия, Нейстрия, Бургундия и Аквитания все более обособлялись друг от друга. Правившие в них в VII веке так называемые «ленивые короли» не обладали ни авторитетом, ни материальными ресурсами.

### Период господствамайордомов

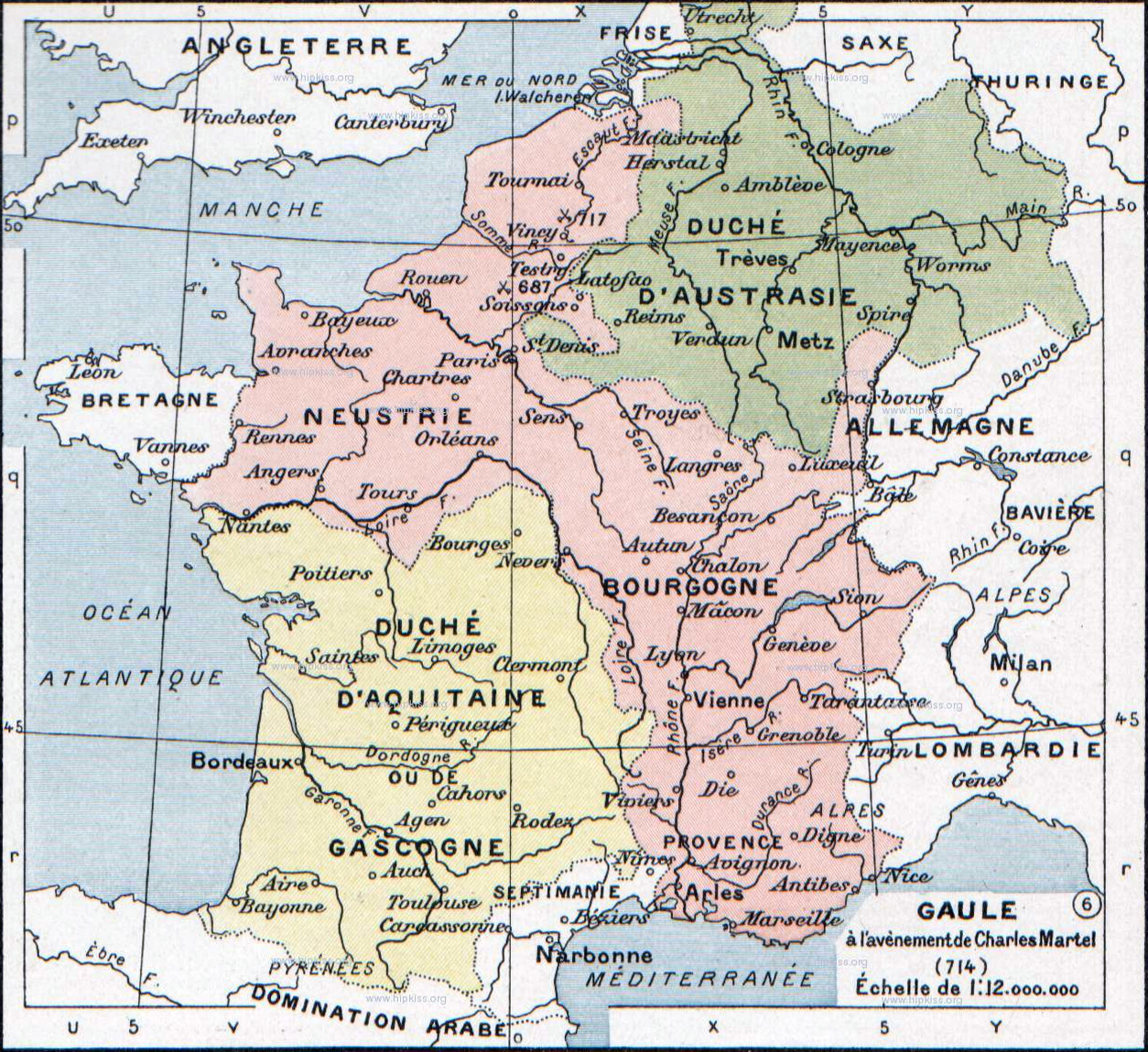
Галлия в 714 году после смерти Пипина Геристальского. Обширное герцогство Аквитания (отмечено жёлтым) не было частью франкского государства.

В 673 году Хлотарь III скончался, и отдельные представители знати Нейстрии и Бургундии попросили его младшего брата Хильдерика II стать королём всего государства, однако вскоре у него начались серьёзные размолвки с нейстрийской знатью и в 675 году он был убит. Правление Теодориха III окончательно подтвердило закат династии Меровингов. Являясь абсолютным нейстрийцем, он объединился со своим майордомом Берхаром и пошёл войной на Австразию, где из Ирландии вернули Дагоберта II, сына Сигиберта III, и провозгласили своим королём (в противовес Хлодвигу III). В 687 году он потерпел поражение от Пипина Геристальского, майордома Австразии из рода Арнульфингов, имевшего реальную власть в этом королевстве, в битве при Тертри и, в результате, был вынужден признать Пипина как единого майордома и герцога франков (лат. dux et princeps Francorum) (почётный титул, предвещающий, согласно неизвестному автору «Книги истории франков», начало эпохи «правления» Пипинидов). В дальнейшем деятельность монархов династии Меровингов, согласно дошедшим до нас источникам, только изредка была существенной и самостоятельной.
В период разброда и неразберихи 670-х — 680-х годов были предприняты попытки снова утвердить верховенство франков над фризами, но эти попытки были безуспешны. Тем не менее, в 689 году Пипин начал кампанию покорения Западной Фризии (Frisia Citerior) и в сражении возле городка Дорестад, в то время бывшего важным торговым перевалочным пунктом, победил короля Фризии Радбода. В итоге во Франкское государство вошли все земли, находившиеся между рекой Шельда и в то время эстуарием Вли. Затем, около 690 года, Пипин напал на центральную Фризию и захватил Утрехт. В 695 году Пипин даже способствовал образованию Архиепархии Утрехта для обращения фризов в христианство, которую возглавил епископ Виллиброрд. Тем не менее, Восточная Фризия (Frisia Ulterior) оставалась свободной от протектората франков.
Добившись огромного успеха в покорении фризов, Пипин обратил своё внимание на алеманнов. В 709 году он начал войну против Виллехари, герцога Ортенау, предположительно за наследование герцогства скончавшегося Готфрида для своих юных сыновей. Разные посторонние вмешательства привели ещё к одной войне в 712 году, после чего алеманны были возвращены на некоторое время под владычество франков. Однако регионы южной Галлии, которая не находилась под влиянием рода Арнульфингов, стали отдаляться от королевского двора, чему всячески способствовали их предводители — воин, а затем епископ Саварик Осерский, не признавший Арнульфингов аристократ Антенор Прованский и герцог Аквитании Эд Великий. Годы правления Хлодвига IV, умершего уже в 17 лет, и его брата Хильдеберта III — с 691 по 711 год — были отмечены всеми характерными признаками правления так называемых «ленивых королей», хотя доказано, что Хильдеберт принимал решения, шедшие вразрез с интересами предполагаемого покровителя из семейства Арнульфингов.
После смерти Пипина в 714 году Франкское государство погрузилось в гражданскую войну, а герцоги дальних регионов стали де-факто независимыми. Назначенный Пипином преемник, Теодоальд, действовавший под покровительством вдовы Пипина и его бабки, Плектруды, поначалу противился попыткам короля, Дагоберта III, назначить майордомом во всех трёх королевствах Рагенфреда, но вскоре появился третий кандидат на майордомство в Австразии в лице взрослого нелегитимного сына Пипина, Карла Мартелла. После того, как король (теперь уже Хильперик II) и Рагенфред нанесли поражение Плектруде и Теодоальду, Карл смог на короткое время провозгласить своего короля, Хлотаря IV, в противоположность Хильперику. И наконец, в битве при Суассоне в 719 году, Карл окончательно разгромил своих соперников и вынудил их к бегству, впоследствии согласившись с возвращением короля при условии получения должностей его отца (718 год). С этого момента больше не было действующих королей династии Меровингов и франками правил Карл и его наследники династии Каролингов.
После 718 года Карл Мартелл вступил в череду войн, целью которых было укрепление превосходства франков в Западной Европе. В 718 году он сокрушил мятежных саксов, в 719 году он опустошил Западную Фризию, в 723 году снова подавил саксов, а в 724 году нанёс поражение Рагенфреду и восставшим нейстрийцам, окончательно завершив период гражданских войн в эпоху своего правления. В 721 году, после смерти Хильперика II, он провозгласил королём Теодориха IV, но тот был марионеткой Карла. В 724 году он отстоял свою кандидатуру Хугберта для наследования баварского герцогства и в баварских военных кампаниях (725 и 726 годы) ему помогли алеманны, после чего законы там провозглашались именем Теодориха. В 730 году Алеманния была порабощена силой, а её герцог Лантфрид был убит. В 734 году Карл воевал против Восточной Фризии и после победы в сражении на реке Борн в конце концов овладел этими землями.
В 730-х годах покорившие Испанию арабы также подчинили Септиманию и начали своё продвижение на север в центральную Франкию и в долину Луары. Именно в это время (примерно 736 год) Мауронтус, герцог Прованса, призвал на помощь арабов, чтобы противостоять растущей экспансии Каролингов. Однако, Карл вторгнулся в долину Роны вместе со своим братом Хильдебрандом I и армией лангобардцев и разорил эти земли. Именно из-за союза с лангобардцами против арабов Карл не стал поддерживать папу Григория III против лангобардцев. В 732 или 737 году (современные учёные не пришли к согласию о точной дате) Карл выступил против армии арабов на участке между Пуатье и Туром и разбил их в битве при Пуатье, остановив продвижение арабов к северу от Пиренеев и обратив их в бегство; при этом реальные интересы Карла находились северо-восточнее, а именно у саксов — от них он стал получать дань, которую те веками платили Меровингам.
Незадолго до своей смерти в октябре 741 года Карл разделил государство, как если бы он был королём, между своими двумя сыновьями от первой жены, обойдя своего самого младшего сына Грифона, получившего весьма небольшую долю (достоверно не известно какую). Несмотря на то, что правящего короля в государстве не было со времени смерти Теодориха в 737 году, сыновья Карла — Пипин Короткий и Карломан всё ещё оставались майордомами. Каролинги переняли от Меровингов статус и церемониал царствующих особ, но не королевские титулы. После разделения государства Австразия, Алеманния и Тюрингия отошли к Карломану, а Нейстрия, Прованс и Бургундия — Пипину. Весьма показательна фактическая независимость герцогств Аквитания (под властью Гунальда I) и Баварии (под властью Одилона), поскольку их даже не включили в раздел Франкского государства.
После того как Карл Мартелл был погребён в аббатстве Сен-Дени рядом с королями Меровингами, немедленно вспыхнул конфликт между Пипином и Карломаном с одной стороны и их младшим братом Грифоном с другой. Несмотря на то, что Карломан пленил и заключил Грифона под стражу, вероятно, между старшими братьями была неприязнь, вследствие которой Пипин освободил Грифона в то время, когда Карломан совершал паломничество в Рим. По всей видимости, чтобы уменьшить амбиции своего брата, Карломан в 743 году предложил вызвать из монастыря Хильдерика III и провозгласить его королём. По одним предположениям, позиции двух братьев были довольно слабы, по другим — Карломан действовал в основном в интересах партии легитимистов и лоялистов в королевстве.
В 743 году Пипин начал военную кампанию против баварского герцога Одилона и вынудил его признать верховенство франков. Карломан также развернул кампанию против саксов и совместно они подавили восстание басков под предводительством Гунальда и мятеж алеманнов, в котором, по всей видимости, погиб Теудебальд, сражаясь либо за, либо против братьев. Однако в 746 году армию франков остановили, поскольку Карломан решил уйти в монастырь аббатства у горы Соракт. Властное положение Пипина укрепилось и открылся путь к провозглашению его королём в 751 году.

### Период Каролингов

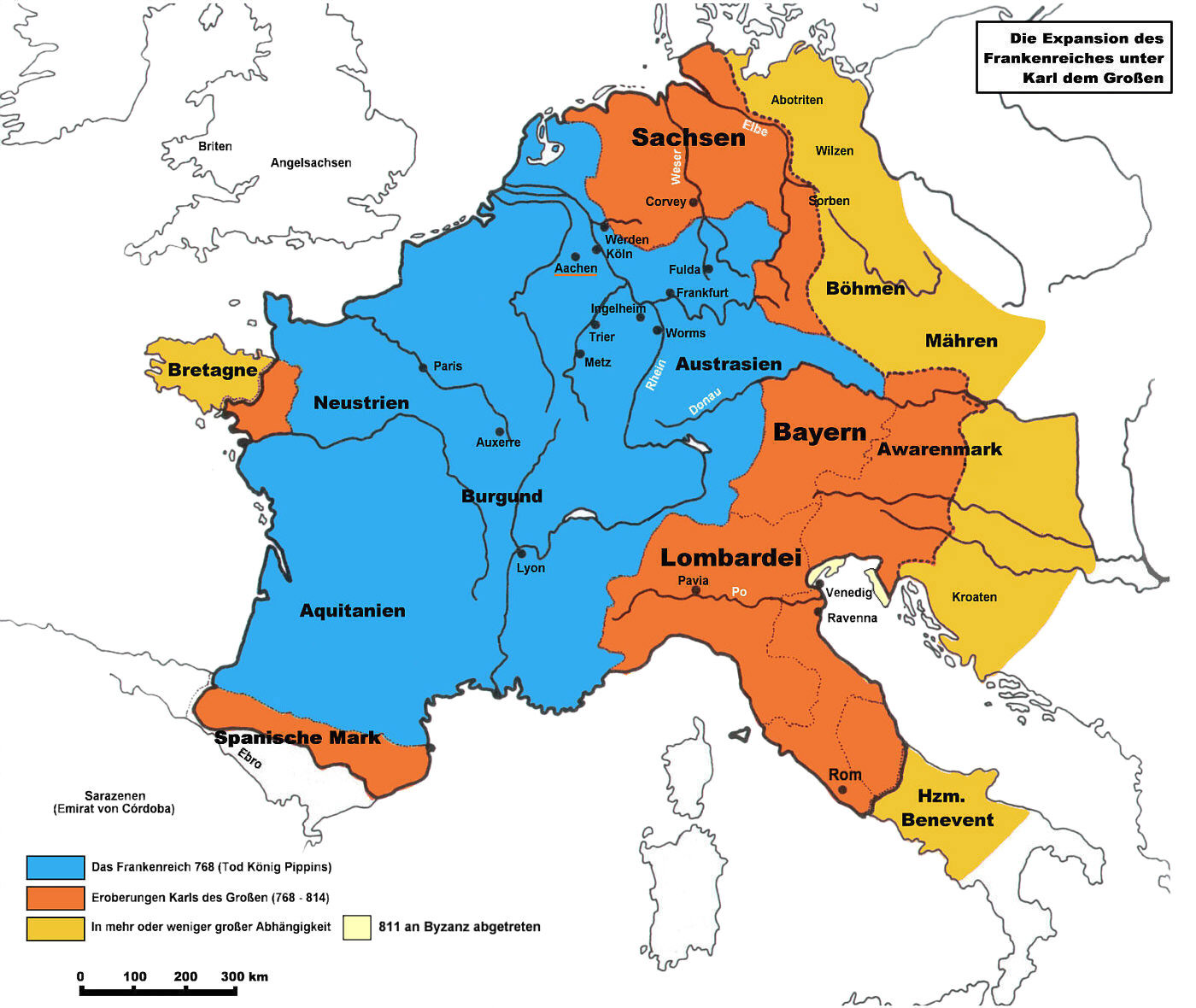
Франкское государство на момент смерти Пипина в 768 году и завоевания Карла Великого

Пипин Короткий правил как выборный король. Хотя подобные выборы случались в истории очень редко, общая норма тевтонских законов указывала, что король опирается на поддержку признанных авторитетных членов общества. Такие члены сообщества имеют право выбрать нового лидера из правящей династии, «заслуживающего быть королём», в случае, когда они полагают, что прежний лидер не способен повести их в победоносном сражении. Даже несмотря на то, что в последующей Франции королевство передавалось по наследству, короли поздней Священной Римской империи не смогли упразднить традицию выборности и продолжали властвовать в качестве выборных правителей вплоть до формального заката империи в 1806 году.
Пипин укрепил своё положение в 754 году войдя в коалицию с папой Стефаном II, который на роскошной церемонии в Париже в Сен-Дени преподнёс королю франков копию подложной грамоты, известной как Дар Константина, помазав Пипина и его семейство на царство и провозгласив его защитником Католической церкви (лат. patricius Romanorum). Спустя год Пипин выполнил данное папе обещание и вернул папству Равеннский экзархат, отвоевав его у лангобардов. Пипин передаст в дар папе в качестве Пипинова дара покорённые земли вокруг Рима, закладывая основы папского государства. Папский престол имел все основания полагать, что восстановление монархии у франков создаст почитаемую основу власти (лат. potestas) в виде нового мирового порядка, в центре которого будет находиться папа римский.
После смерти Пипина в 768 году королевство снова было разделено между его сыновьями Карлом и Карломаном. Отношения между братьями были дурными, и вскоре Карломан умирает, после чего вся власть сосредотачивается в руках его брата, который позже получит прозвище «Великий». Он известен как благопристойно образованный, эрудированный и полный энергии персонаж, ставший легендой в последующей истории как Франции, так и Германии. Важной заслугой Карла Великого считается восстановление равновесия сил между императором и папой.
Начиная с 772 года Карл покорил саксов и окончательно включил их земли в государство франков. Эта военная кампания укрепила обычай обращения в христианство неримскими правителями своих соседей при помощи вооружённых сил; католические проповедники из числа франков, наряду с проповедниками из Ирландии и англосаксонской Англии, приходили на земли саксов начиная с середины VIII века, что вызвало нарастание конфликта с саксами, сопротивлявшимся деятельности миссионеров и параллельно вооружённым посягательствам. Основной противник Карла, Видукинд Саксонский, принял крещение в 785 году (это было одним из условий мирного договора), но прочие предводители саксов продолжали сопротивляться. После своей победы в 787 году при Вердене Карл распорядился казнить несколько тысяч пленённых саксонских язычников. После нескольких последующих восстаний саксы признали своё полное поражение в 804 году. После этого государство франков расширилось на восток вплоть до реки Эльбы. Чтобы способствовать принятию саксами христианства, Карл основал несколько епископств, среди которых были диоцезы Бремена, Мюнстера, Падерборна и Оснабрюка.
Примерно в то же время (773—774 годы) Карл покорил лангобардов, после чего северная Италия оказалась под его влиянием. Он возобновил выплату пожертвований Ватикану и обещал папству защиту со стороны франкского государства.
В 788 году против Карла восстал Тассилон III, баварский герцог. После разгрома восстания Бавария была включена в королевство Карла. Тем самым был не только пополнен королевский фиск, но также существенно ослаблена мощь и влияние Агилольфингов, другой главенствующей династии среди франков и потенциальных соперников Карла. Вплоть до 796 года Карл продолжал расширять границы королевства ещё далее на юго-восток, на территорию современной Австрии и некоторых частей Хорватии.
Таким образом, Карл создал государство, простирающееся от Пиренеев на юго-западе (фактически после 795 года включавшее территории северной Испании (Испанская марка)) через почти всю территорию современной Франции (за исключением Бретани, которая никогда не была покорена франками) на восток, включая большую часть современной Германии, а также северные области Италии и современную Австрию. В церковном священноначалии епископы и аббаты стремились получить попечительство королевского двора, где собственно и находились первоисточники покровительства и защиты. Карл в полной мере проявил себя как предводитель западной части христианского мира и его покровительство над монастырскими интеллектуальными центрами стало началом так называемого периода каролингского возрождения. Наряду с этим при Карле был построен большой дворец в Ахене, множество дорог и водный канал.
В первый день Рождества 800 года в Риме папа Лев III короновал Карла Великого как Римского императора, что было представлено как неожиданная церемония (Карл не хотел быть обязанным епископу Рима). Этот факт явился очередным шагом папства в череде символических знаков, которые должны были подчеркнуть общность папского авторитета (лат. auctoritas) и имперского могущества (лат. potestas). Несмотря на то, что Карл Великий, принимая во внимание возмущение Византии, предпочитал именоваться титулом Император, король франков и лангобардов, данная церемония официально признала франкское государство в качестве преемника Западной Римской империи (учитывая, что только подложный «Дар» дал папе политическое право сделать это), тем самым положив начало полемике с Византией на тему принадлежности слова «Римская» в именовании. Протестовав поначалу против неправомерного присвоения прав, в 812 году император Византии Михаил I признал Карла Великого императором. Коронация обеспечила необратимую правомерность главенства Каролингов среди всех династий франков. Позже, в 962 году, такая причинная связь будет использована ещё раз, но уже династией Оттонидов.
Карл Великий скончался 28 января 814 года в Ахене и был погребён там же, в собственной дворцовой часовне. В отличие от прежней Римской империи, войска которой после поражения в Битве в Тевтобургском Лесу в 9 году переходили Рейн только чтобы отомстить за поражение, Карл Великий окончательно сокрушил силы германцев и славян, досаждавших его государству, и расширил границы своей империи до реки Эльба. Эта империя в исторических источниках называется Франкской империей, Каролингской империей или Империей Запада.

### Раздел империи

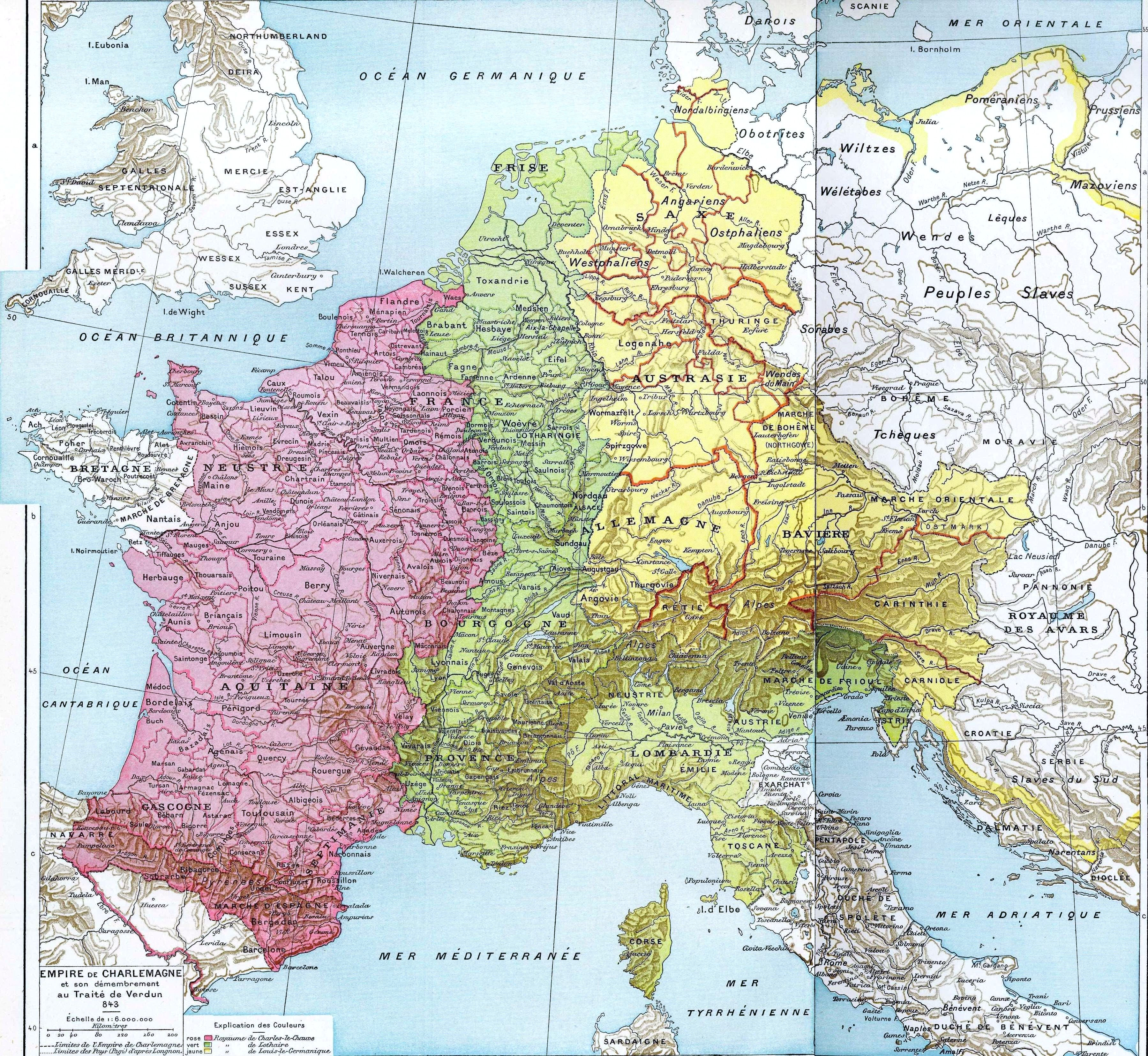
Максимальная территория Империи Каролингов. Представлены 3 части при территориальном делении 843 года, слева направо:
- Западно-Франкское королевство: Карл II Лысый, король Западных франков.
- Срединное королевство: Лотарь I, король Срединных франков, номинальный Император. Это королевство распалось в 869 году.
- Восточно-Франкское королевство: Людовик II Немецкий, король Восточных франков.

У Карла I Великого было несколько сыновей, однако только один пережил отца. Этот сын, Людовик Благочестивый, унаследовал от своего отца всю единую Франкскую империю. При этом такое единоличное наследование было не умыслом, а делом случая. Каролинги придерживались обычая делимого наследования и, после смерти Людовика в 840 году, после короткой гражданской войны три его сына заключили в 843 году так называемый Верденский договор, по которому империя была разделена на три части:
1. Старший сын Людовика, Лотарь I, получил титул Императора, однако в действительности он стал правителем только Срединного королевства — центральных областей франкского государства. Его три сына, в свою очередь, разделили это королевство между собой в виде Лотарингии, Бургундии, а также Ломбардии на севере Италии. Все эти земли, имевшие различные традиции, культуру и народности, позже перестанут существовать как самостоятельные королевства, и в итоге станут Бельгией, Нидерландами, Люксембургом, Лотарингией, Швейцарией, Ломбардией, а также различными департаментами Франции, расположенными вдоль речного бассейна Роны и горного массива Юра.
2. Второй сын Людовика, Людовик II Немецкий, стал королём Восточно-Франкского королевства. Эта область позже стала основой для образования Священной Римской империи путём добавления к Королевству Германия дополнительных территорий из Срединного королевства Лотаря: бо́льшая часть этих земель в итоге превратится в современные Германию, Швейцарию и Австрию. Преемники Людовика Немецкого указаны в списке монархов Германии.
3. Третий сын Людовика, Карл II Лысый, стал королём западных франков и правителем Западно-Франкского королевства. Эта область, в границах которой расположена восточная и южная части современной Франции, стала основой для последующей Франции при династии Капетингов. Преемники Карла Лысого указаны в списке монархов Франции.

Впоследствии, в 870 году, по Мерсенскому договору, границы раздела будут пересмотрены, поскольку западное и восточное королевство разделят между собой Лотарингию. 12 декабря 884 года Карл III Толстый (сын Людовика Немецкого) объединяет в своих руках почти всю Империю Каролингов, за исключением Бургундии. В конце 887 года его племянник, Арнульф Каринтийский, в ходе мятежа низлагает своего дядю и становится королём восточных франков. Карл отрёкся и вскоре (13 января 888 года) скончался. Эд, граф Парижа, был избран правителем западных франков и был коронован в течение месяца. На этом этапе Западно-Франкское королевство содержит земли Нейстрии на западе и регион, расположенный между реками Маас и Сена. Десять лет спустя в Западной Франкии будет восстановлено правление династии Каролингов и они будут править вплоть до 987 года, когда скончается последний король франков Людовик V.

#### Итоговый раздел Франкского государства
В итоге Франкское государство было разделено следующим образом:
- Западно-Франкским королевством правил Карл Лысый. Это королевство является предвестником современной Франции. Оно состояло из следующих крупных феодальных владений: Аквитания, Бретань, Бургундия, Каталония, Фландрия, Гасконь, Септимания, Иль-де-Франс и Тулуза. После 987 года королевство стало известно под именем Франция, поскольку представители новой правящей династии Капетингов изначально являлись герцогами Иль-де-Франс.
- Срединным королевством, земли которого были втиснуты между Восточной и Западной Франкией, правил Лотарь I. Образованное в результате Верденского договора королевство, включавшее Итальянское королевство, Бургундию, Прованс и западную часть Австразии, было «искусственным» образованием, не имевшим этнической или исторической общности. Это королевство было разделено в 869 году после смерти Лотаря II на Лотарингию, Прованс (причём Бургундия была, в свою очередь, разделена между Провансом и Лотарингией), а также северную Италию.
- Восточно-Франкским королевством правил Людовик II Немецкий. Оно содержало четыре герцогства: Швабия (Алемания), Франкония, Саксония и Бавария; к ним позже, после смерти Лотаря II добавились восточные части Лотарингии. Такое деление существовало вплоть до 1268 года, когда прервалась династия Гогенштауфенов. Оттон I был коронован 2 февраля 962 года, что положило начало истории Священной Римской империи (идея Translatio imperii). Начиная с X столетия Восточная Франкия также стала известна под именем Тевтонское королевство (лат. regnum Teutonicum), или Королевство Германия, и это название стало преобладающим в эпоху правления Салической династии. С этого времени, после коронации Конрада II, стал использоваться титул императора Священной Римской империи.

## Общество во Франкском государстве

### Законодательство
Различные племена франков, к примеру салические франки, рипуарские франки и хамавы, имели различные правовые нормы, которые были систематизированы и закреплены намного позже, главным образом при Карле Великом. При Каролингах появились так называемые варварские кодексы — Салическая правда, Рипуарская правда и Хамавская правда. В наши дни, по прошествии большого времени, учёным крайне сложно выделить их основы в раннем государстве франков. При Карле Великом также были кодифицированы Саксонская правда и Фризская правда. Другие германские племена к востоку от Рейна в эпоху господства франков начали кодифицировать свои племенные правовые нормы, к примеру в записях Алеманнская правда и Баварская правда соответственно для алеманнов и баварцев. Повсеместно в королевствах франков Галло-римляне находились под действием Римского права, а духовенство под действием Канонического права. После того как франки покорили Септиманию и Каталонию, эти земли, находившиеся прежде под контролем готов, по-прежнему продолжили использовать кодекс вестготов.
В раннем периоде нормы франкского законодательства сберегались рахимбургами — выборными коллегиями заседателей, которые запоминали их и передавали далее. В эпоху Меровингов для обнародования и сохранения королевских законов стали использовать капитулярии. Они использовались также при Каролингах, и даже впоследствии герцогами Сполето Ги и Ламбертом в ходе обновления королевства франков.
Наиболее значительным явился последний капитулярий Меровингов — Эдикт Хлотаря II (ещё известный как Парижский эдикт) — выпущенный Хлотарем II в 614 году в присутствии своих вельмож, по своему смыслу напоминающий Великую хартию вольностей поскольку закреплял права франкской знати, хотя фактически его целью было устранение мздоимства в судебной системе и защита местных и региональных групп лиц. И даже после последнего капитулярия Меровингов, короли династии продолжали выполнять определённые юридические полномочия. Хильдеберт III даже открывал расследование дел против могущественных майордомов семейства Пипинидов и стал известен в народе за свою правосудность. Однако законодательные нормы франков впереди ожидало испытание эпохой Каролингского возрождения.
В числе правовых реформ, предпринятых Карлом Великим, стала систематизация и кодификация упомянутого выше обычного права. Также он стремился держать под контролем власть местных и региональных судов, направляя попарно королевских посланников (лат. missi dominici) для кратковременного надзора за отдельными регионами. Как правило, чтобы избежать конфликта интересов, посланники отбирались из числа представителей иных регионов. Их обязанности были оглашены в капитулярии 802 года. Они должны были осуществлять правосудие, добиваться уважения королевских прав, надзирать за правлением герцогов и графов (которые как и прежде назначались королём), принимать присягу на верность, а также надзирать за духовенством.

### Общество

#### Городская и сельская жизнь

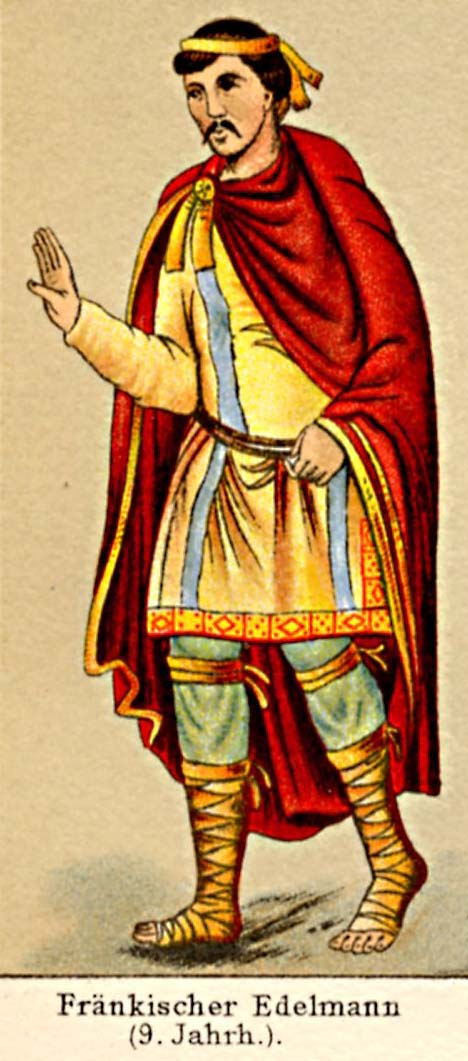
Франкский дворянин (IX в.). Словарь Мейерса, 1907 г.

Самым существенным изменением в общественной жизни средневековой Галлии стал упадок торговли и кризис городской жизни. Хотя в Тёмные века уже существовало множество «городов», они являлись всего лишь укреплёнными поселениями или торговыми центрами, окружёнными правительственными или религиозными сооружениями; множество этих городов произошло от римских городов. Однако отмечается развитие сельского хозяйства — в особенности, начало применения нового тяжёлого плуга и растущие масштабы использования системы трёхпольного севооборота.

### Денежная система
В государстве франков были в ходу византийские монеты до того как Теодеберт I начал чеканить собственную монету на заре своего правления. Во франкском государстве между 534 и 679 годами чеканили солиды и триенсы. Позже, примерно в 673—675 годах в обращении появились денарии (ещё известные как денье); их чеканили от имени Хильдерика II и различных особ некоролевского происхождения. Начиная с 755 года и вплоть до XI столетия в Галлии на смену денарию Меровингов и фризскому пфеннигу пришёл денарий Каролингов.
Денарии впоследствии выпускались в оборот в Италии — после 794 года от имени правителей Каролингов, позже в X веке от имени так называемых «самородных» королей, и ещё позже именем германских императоров, начиная с Оттона Великого в 962 году. И наконец, денарии чеканились в Риме совместно от имени папы и императора, начиная с папы Льва III и Карла Великого и вплоть до конца X столетия.